# Spyridon Ioannidis
Spyridon „Spyros“ Ioannidis (* 25. Dezember 1981) ist ein ehemaliger griechischer Boxer und Teilnehmer der Olympischen Spiele 2004 im Halbweltergewicht.

## Karriere
Spyridon Ioannidis war Bronze-Medaillegewinner der Junioren-Europameisterschaften 1999 in Rijeka und der Mittelmeerspiele 2001 in Tunis. Bei den Europameisterschaften 2000 in Tampere schied er gegen Nurhan Süleymanoğlu und bei den Weltmeisterschaften 2001 in Belfast gegen Vitalie Grușac aus.
Bei den Olympischen Spielen 2004 in Athen unterlag er in der Vorrunde gegen den späteren Olympiasieger Manus Boonjumnong.